# Unnecessary Roughness '95
Unnecessary Roughness '95 est un jeu vidéo de football américain sorti en 1994 sur DOS et Mega Drive. Le jeu a été développé et édité par Accolade.